# حسين كافازوفيتش
حسين كافازوفيتش (ولد في 3 تموز / يوليو 1964 في Jelovče سلو بالقرب غراداتشاك) إمام ومفتي بوسني مسلم والمفتي العام الرابع عشر للبوسنة والهرسك منذ أيلول / سبتمبر 2012 بعد أن كان مفتي توزلا.
درس حسين (ابن حسن وسيمة كفازوفيتش)، الابتدائية في جراداتش ثم التحق بمدرسة غازي خسرو بك في سراييفو حيث تخرج في عام 1983. غادر يوغوسلافيا لدراسة الشريعة الإسلامية في الفترة 1985-1990 في جامعة الأزهر في القاهرة، ثم عاد للدفاع عن رسالة ماجستير في كلية الدراسات الإسلامية في جامعة سراييفو في مجال الشريعة الإسلامية.
عمل إماما وخطيبا ومعلما (محاضر) في التجمعات الإسلامية في سريبرينيك ورادراشاك، قبل أن يعمل مفتيا في مدينة توزلا من عام 1993 إلى عام 2012. وفي أوائل التسعينات، انتخب عضوا في مجلس الجالية الإسلامية في البوسنة والهرسك.
في عام 2012 انتخبه المجتمع الإسلامي ليخلف مصطفى سيريتش في منصب المفتي العام الرابع عشر للبوسنة منذ عام 1882؛ عند التصويت في جامع الغازي خسرو بك، المسجد الرئيسي في سراييفو، حصل على 240 صوتا من 382. في برنامجه الانتخابي كان كافازوفيتش قد دفع بجملة أمور منها التعاون مع المجتمعات الدينية الأخرى و«دمج أكبر للنساء في عمل المجتمع الديني الإسلامي».
وفي خطابه الذي ألقاه في سويسرا في مايو 2016، قال إنه لا ينبغي السماح لـ "Vlachs بحكم سربرنيتسا" وذلك باستخدام مصطلح ازدراء للصرب.  وقال أيضا إن للبوشناق خياران فقط: إما التصويت وتأكيد سيادتهما على البوسنة والهرسك، أو "فقدان الدم كل 20 أو 30 سنة"، مضيفا أنه من الجيد "الدفاع عن أنفسنا [البوشناق] ضدهم [الصرب].
وقد تعرض كافازوفيتش للهجوم والتهديد عدة مرات، مع مسؤولين آخرين من المسلمين البوسنيين، حسب مجلة رومية التابعة لتنظيم الدولة الإسلامية (داعش) .
يتحدث البوسنية والعربية والإنجليزية.